# Lester Straker
Lester Paul Straker Bolnalda  (Ciudad Bolívar, Venezuela, 10 de octubre de 1959) es un beisbolista profesional venezolano, actualmente en situación de retiro. Jugó en la posición de lanzador. En la Major League Baseball jugó para Minnesota Twins, equipo con el que debutó el 11 de abril de 1987 contra Seattle Mariners saliendo sin decisión pero permitiendo 5 carreras en 5.2 innings. Durante su paso por la MLB dejó un registro total de 10 juego ganado y 15 perdidos en 47 actuaciones. En la Liga Venezolana de Béisbol Profesional jugó para los equipos Tigres de Aragua y Navegantes del Magallanes.
Straker fue firmado por Cincinnati Reds en 1977 y tuvo que esperar diez años en Ligas Menores antes de recibir la oportunidad de ser llamado a la gran carpa. En el año de su debut, su desempeño fue tan sobresaliente que llegó junto con su equipo a la Serie Mundial en 1987, convirtiéndose en el primer venezolano en lanzar en una Serie Mundial al abrir los juegos 3° y 6°. Minnesota finalmente ganó la Serie ese año.
En 1988 Straker comenzó el año en la lista de lesionados, alcanzando sólo a actuar en 16 juegos de esa temporada. Fue dejado en libertad al final de esa temporada, tras la cual no pudo regresar a la MLB.